# Орден Труда (Вьетнам)
Орден Труда (вьет. Huân chương lao động) — пятый по значимости орден Социалистической Республики Вьетнам.

## История
Орден был учреждён 1 мая 1950 года.

## Описание
Орденом Труда награждаются лица, военнослужащие и коллективы, проявившие выдающиеся достижения в труде, творчестве или национальном строительстве, в частности за создание изобретений, научных работ или выдающихся произведений государственного уровня.
Вручается коллективам, проявившим выдающиеся достижения в течение пяти или более лет подряд, с сохранением внутреннего единства, сотрудничество с партией и массовыми организациями.
Орден имеет три степени. Знак ордена для всех степеней одинаковый. Степень обозначается помещением на орденскую ленту позолоченной металлической пятиконечной звезды:
- для I степени — три звезды
- для II степени — две звезды
- для III степени — одна звезда

## Награждённые
Гидроэлектростанция в городе Винь (построенная в 1959 году при помощи СССР) — во время войны во Вьетнаме военная авиация США бомбила ГЭС и её плотину на реке Лам, но рабочие каждый раз устраняли повреждения и ГЭС возобновляла работу. После устранения последствий трёхсот авиабомбардировок США эта ГЭС была награждена орденом Труда.